# Limpopo
För andra betydelser, se Limpopo (olika betydelser).
Limpopo (även Oori eller Bempe) är en flod i södra Afrika vid Stenbockens vändkrets. Det är den näst största floden efter Zambesifloden av de afrikanska floder som mynnar ut i Indiska oceanen. Vid mynningen kallas floden även Inhampura. Floden är omkring 160 mil lång, och har ett avrinningsområde på omkring 500 000 km².
Limpopo har sina källor i trakten av Johannesburg i Sydafrika med många källfloder från Witwatersrand- och Magaliesbergen. Från Transvaal ansluter sig ytterligare bifloder, bland andra Shashi från vänster och Magalaquen och Nylstrom från höger. Floden följer Sydafrikas gräns mot Botswana och Zimbabwe österut. I Transvaals nordöstra hörn störtar sig floden utför Toli Asiméfallet, och böjer sedan av mot sydöst och mottar ännu en stor biflod, Olifant.
Delar av gränsen mellan Botswana och Zimbabwe på norra sidan samt Sydafrika på södra sidan utgörs av floden.
Floden rinner österut genom Moçambique och ut i Indiska oceanen utan delta, nära Delagoaviken. Flodens övre delar är ofarbara, på grund av alla forsar och vattenfall.